# 德包图乡
德包图乡，是中华人民共和国内蒙古自治区乌兰察布市化德县下辖的一个乡镇级行政单位。

## 行政区划
德包图乡下辖以下地区：
多罗庆村、德包图村、长春村、庆乐村、崩巴图村、建林村、十顷地村、勿兰胡洞村、黄花村、黑沙图村和六支箭村。